# Пруд на Керченской улице
Пруд на Керченской улице (другие названия: Нижний Перекопский пруд, Средний пруд, Средний пруд на Зюзинском ручье) находится в районе Зюзино города Москвы вблизи пересечения Керченской улицы с улицей Каховка, между корпусов д.10, вблизи верховьев Нижнего Зюзинского ручья, правого притока Котловки.
Овальной формы (почти округлый). На 90 м вытянут в северо-восточном направлении. Ширина до 80 м. Площадь 0,5 га.
Берега полностью забетонированы (косо уходящие в воду железобетонные плиты и забетонированная дорожка), с металлической оградой, высокими травяными откосами далее от берега и отдельными деревьями и кустами на этих откосах. Со стороны Керченской улицы (на востоке) берег низкий, с остатками живописного старовозрастного ивняка-ракитника. Используется для прибрежных прогулок, реже для любительского лова рыбы. Популярное место подкормки уток-крякв.

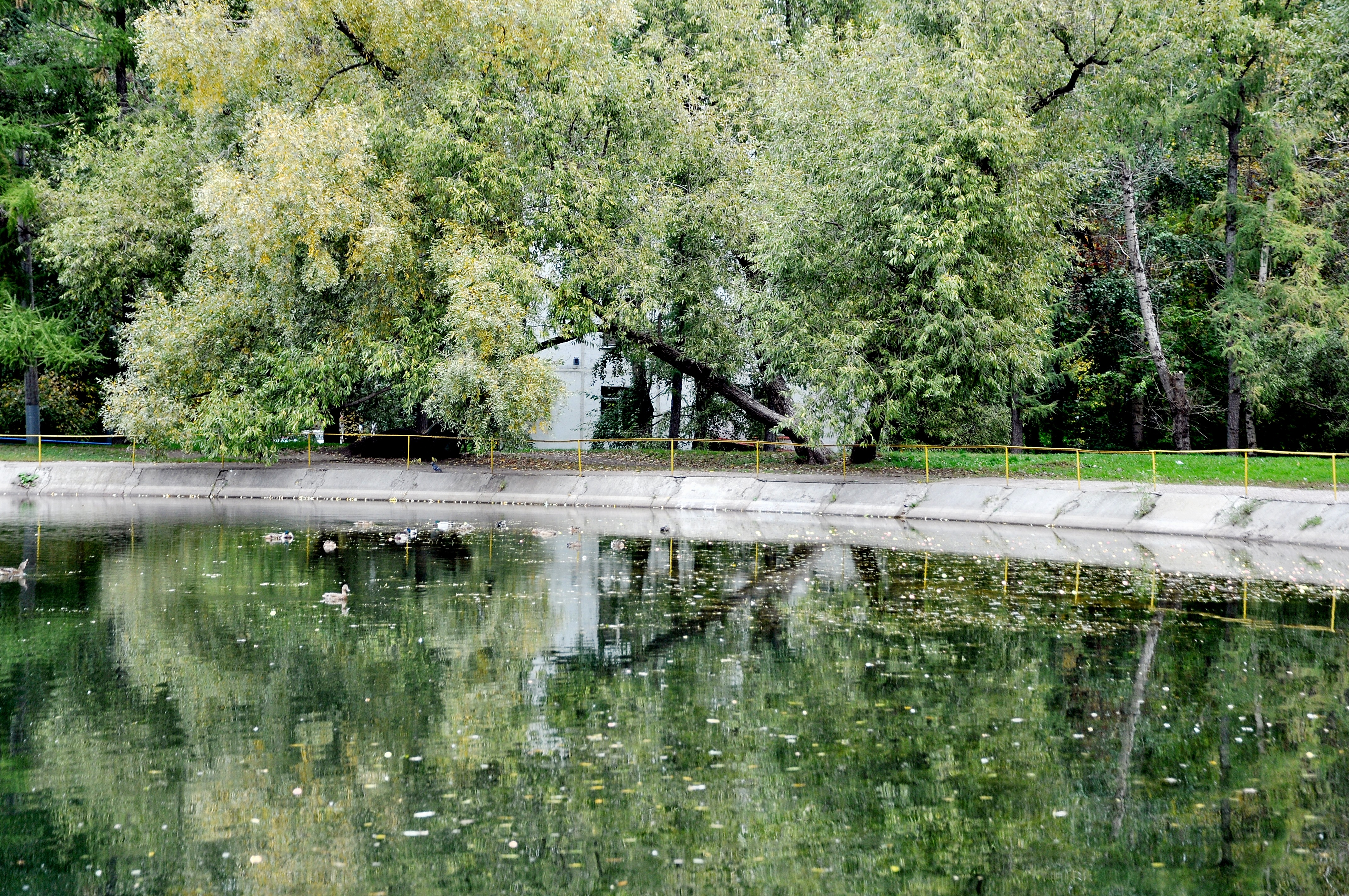
Южный берег пруда

Гидроним «Нижний Перекопский пруд» не удачен: пруд не может быть Нижним, так как находится на другом водотоке, чем Перекопский пруд; он не может быть Перекопским, так как Перекопская улица находится в другом месте.

## Состав воды
Вода мягкая. Общая жесткость 11 °Ж. Карбонатная жесткость 8 °Ж. pH 6,6. Низкое содержание нитратов (< 10 мг/л) и нитритов (<1 мг/л)